# Kaomodži

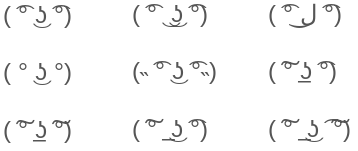
Ukázka variability kaomodži

Kaomodži (angl. kaomoji, z jap. 顔 – obličej + 文字 – znak, též známé jako japonské emotikony nebo lineární smajlíci) je japonská variace na emotikony, kterou lze číst ve svislé poloze namísto vodorovné a není proto potřeba naklánět hlavu.
Jsou inspirovány uměním manga, pro člověka pocházejícího z kulturního prostředí západního světa tak nemusejí být pochopitelné. Téměř všechny totiž vychází ze stylizovaného znázornění emocí, které se v průběhu let v manze dále vyvinulo a používá se i v její rozpohybované verzi – anime. Tato stylizace je často podobně přehnaná jako v evropském divadle – slouží k jasnému vyjádření pocitu/myšlenky, které každý rozpozná. Stejně jako v evropských signálech ruka před pusou znamená úlek, překvapení nebo stud, třesoucí se postava v manze/anime, ze které stoupá pára a rudne, zcela jasně demonstruje zuřivost a vztek, ačkoli stud je také někdy na vině.

## Jednoduché příklady
Běžný zápis úst v kaomodži je pomocí . (tečka) nebo _ (podtržítko). Znak ^ (stříška) je pak často používán pro oči.
| emotikon     | vysvětlení                                                        |
| ------------ | ----------------------------------------------------------------- |
| ^_^          | usmívající se                                                     |
| ~_~          | spokojený                                                         |
| `_^ nebo ^_~ | mrkající                                                          |
| >_<          | naštvaný, frustrovaný                                             |
| ^o^          | šíleně se smějící                                                 |
| ^o^v         | mír                                                               |
| \^o^/        | velmi nadšený (zvedající ruce do vzduchu)                         |
| -_-          | otrávený (snažící se zakrýt otrávenost), také spící (zavřené oči) |
| ¬_¬          | zaměřen na konkrétní osobu                                        |
| ;_; nebo ;]; | plačící                                                           |
| o_O nebo O_o | zmateně překvapený (jedno oko pozvednuté)                         |
| >_0 nebo 0_< | ucukávající                                                       |
| >_> nebo <_< | chápající                                                         |
| ._.          | malý - skrývající se, diskrétní, vystrašený                       |
| $_$          | myslící na peníze                                                 |
| x_x          | mrtvý nebo doražený                                               |
| @_@          | má závratě                                                        |
| T_T          | plačící nebo pobavený                                             |
| !_!          | plačící                                                           |
| u_u          | smutný                                                            |
| m(_ _)m      | klanící se                                                        |